# Agustín Rodríguez Sahagún
Agustín Rodríguez Sahagún (Àvila, Castella i Lleó 1932 - París, França 1991) fou un empresari i polític espanyol, diverses vegades ministre en els primers governs de la UCD.

## Biografia
Va néixer el 27 de març de 1932 a la ciutat d'Àvila. Va estudiar dret a la Universitat de Deusto a Bilbao, ciutat en la qual durant algun temps es va dedicar a diverses activitats editorials i empresarials. L'any 1976 va impulsar la creació de la Federació Empresarial Segoviana i un any més tard va participar en la fundació de la patronal de la petita i mitjana empresa, C.E.P.Y.M.E. (Confederació Espanyola de la Petita i Mitjana Empresa), de la qual va ser elegit president.
Expert en dret empresarial i dret del treball, va formar part de la delegació espanyola davant l'Organització Internacional del Treball (OIT) a Ginebra l'any 1977.
Va morir a la ciutat de París el 13 d'octubre de 1991.

## Activitat política

### Política nacional
La seva carrera en la política va començar el 24 de febrer de 1978, quan va entrar a formar part del govern de la Unió de Centre Democràtic (UCD), presidida per Adolfo Suárez, encarregant-se de la cartera d'Indústria i Energia en substitució de Alberto Oliart Saussol. En les eleccions generals de 1979 fou escollit diputat al Congrés en representació de la província de Biscaia, sent nomenat en la formació del nou govern Ministre de Defensa, càrrec que ocupà durant l'intent del Cop d'estat del 23 de febrer de 1981.
El mes de febrer de 1981 va ser elegit president de la UCD, partit que abandonà l'any següent per acompanyar Adolfo Suárez en la creació d'un nou partit, el Centre Democràtic i Social (CDS). En les eleccions generals de 1982 i 1986 va ser novament escollit diputat per aquest partit, en aquest cop en representació de la província d'Àvila.

### Política local
En les eleccions municipals de 1987 es va presentar com a candidat a l'alcaldia de Madrid pel CDS. A pesar d'obtenir uns resultats molt importants només fou la tercera força política del consistori després del PSOE i AP. L'any 1989 el Partit Popular (PP), hereu d'AP, va proposar una moció de censura contra l'alcalde socialista Juan Barranco, que finalment va ser guanyada amb 29 vots d'un total de 55, sent 20 vots del PP i 8 del CDS, en el qual militava Rodríguez Sahagún. Com a conseqüència el 20 de juny Agustín Rodríguez Sahagún va ser investit alcalde de la capital espanyola, càrec des del qual va intentar aconseguir sense èxit que els esforços dedicats a l'ampliació de l'Aeroport de Barajas es dirigissin més aviat vers la construcció d'un segon aeroport. També durant el seu mandat es van obrir diversos túnels al trànsit amb l'objectiu de descongestionar la circulació madrilenya. Va romandre en el càrrec fins a l'abril de 1991, data en la qual va renunciar a presentar-se a la reelecció per motius de salut.